# Peter Binkovski
Peter Binkovski (* 28. Juni 1972) ist ein ehemaliger slowenischer Fußballspieler.

## Karriere
Binkovski begann seine Karriere 1989 bei NK Maribor. 1992, 1993 und 1995 wurde er mit dem Verein Vizemeister der Slovenska Nogometna Liga. 1992 und 1994 gewann er mit dem Verein den Slowenischen Fußballpokal. Von 1996 bis 1998 war er außerdem noch bei den Vereinen Östers IF (Schweden), Brummell Sendai (Japan), First Vienna FC (Österreich) und Maccabi Jaffa (Israel) unter Vertrag. 1998 kehrte er nach Slowenien zurück. Danach spielte er bei NK Korotan Prevalje, NK Maribor und NK Rudar Velenje.

## Erfolge
NK Maribor
- Slowenischer Pokalsieger: 1991/92, 1993/94